# قرار مجلس الأمن التابع للأمم المتحدة رقم 477
قرار مجلس الأمن التابع للأمم المتحدة رقم 477، الذي اتخذ بالإجماع في 30 يوليو 1980، وبعد دراسة الطلب من زيمبابوي للحصول على عضوية الأمم المتحدة، أوصى المجلس الجمعية العامة بقبول زمبابوي. تم قبول جمهورية زيمبابوي رسميًا كعضو رقم 153 في الأمم المتحدة في 25 أغسطس 1980 من قبل الجمعية العامة بناءً على توصية من مجلس الأمن. قبل الوزير روبرت موغابي العضوية نيابة عن حكومة زيمبابوي.

## روابط خارجية
- نص القرار في undocs.org